# Palazzo Bevilacqua (Verona, corso Cavour)
Palazzo Bevilacqua è un edificio civile che sorge lungo corso Cavour a Verona, la cui progettazione fu commissionata nel XVI secolo dalla prestigiosa famiglia veronese Bevilacqua al celebre architetto rinascimentale Michele Sanmicheli. La struttura è attualmente sede dell'Istituto tecnico commerciale "Lorgna Pindemonte".

## Storia
Quella dei Bevilacqua fu una delle più antiche e importanti famiglie veronesi, i cui esponenti furono inizialmente commercianti di legname e "radaroli" (ovvero zatterieri), con rapporti d'affari nel Trentino, da dove provenivano. In epoca scaligera, grazie al loro sostegno ai signori di Verona, i Della Scala, riuscirono a migliorare la propria condizione divenendo milites, pur rimanendo attivi nel commercio del legname: Francesco Bevilacqua ricoprì addirittura le cariche di ambaxator, nuncius e procurator per gli Scaligeri. Fu in questo florido periodo che i Bevilacqua acquisirono il diritto di patronato sul sacello delle Sante Teuteria e Tosca, annesso alla chiesa dei Santi Apostoli, dove si trovano le loro tombe monumentali.
La famiglia dei Bevilacqua è documentata a Verona per la prima volta nel 1146 nella contrada di San Michele alla Porta, quando un suo membro, Guglielmo, fu testimone nel caso di una lite tra la chiesa di Santa Croce e dell'omonimo ospedale per lebbrosi. Fu in quella contrada che acquistarono le loro prime abitazioni in città, anche se i loro interessi si espansero alle aree esistenti tra le chiese dei Santi Apostoli e di Santa Maria della Fratta, dove sarebbe poi sorta la loro dimora più prestigiosa in città, e nella zona compresa tra la chiesa di San Lorenzo e Castelvecchio.
Agli inizi del XVI secolo, i Bevilacqua decisero di riordinare il loro patrimonio immobiliare situato lungo il Corso, nell'area tra le chiese dei Santi Apostoli e di Santa Maria della Fratta, anche con abbattimenti e successive ricostruzioni. È possibile che questa decisione sia stata motivata dalla paura di perdere parte del loro prestigio, a causa dell'arrivo della famiglia Canossa nella contrada. I Canossa, infatti, iniziarono a costruire un palazzo monumentale lungo il Corso, a meno di cento metri di distanza dalle loro proprietà. Tra l'altro proprio in quel periodo l'Amministrazione cittadina apportò a quella via miglioramenti sostanziali: la strada fu restaurata e lastricata tra porta Borsari e l'Arco dei Gavi, con la stessa caratteristica pietra nera usata originariamente dai romani.

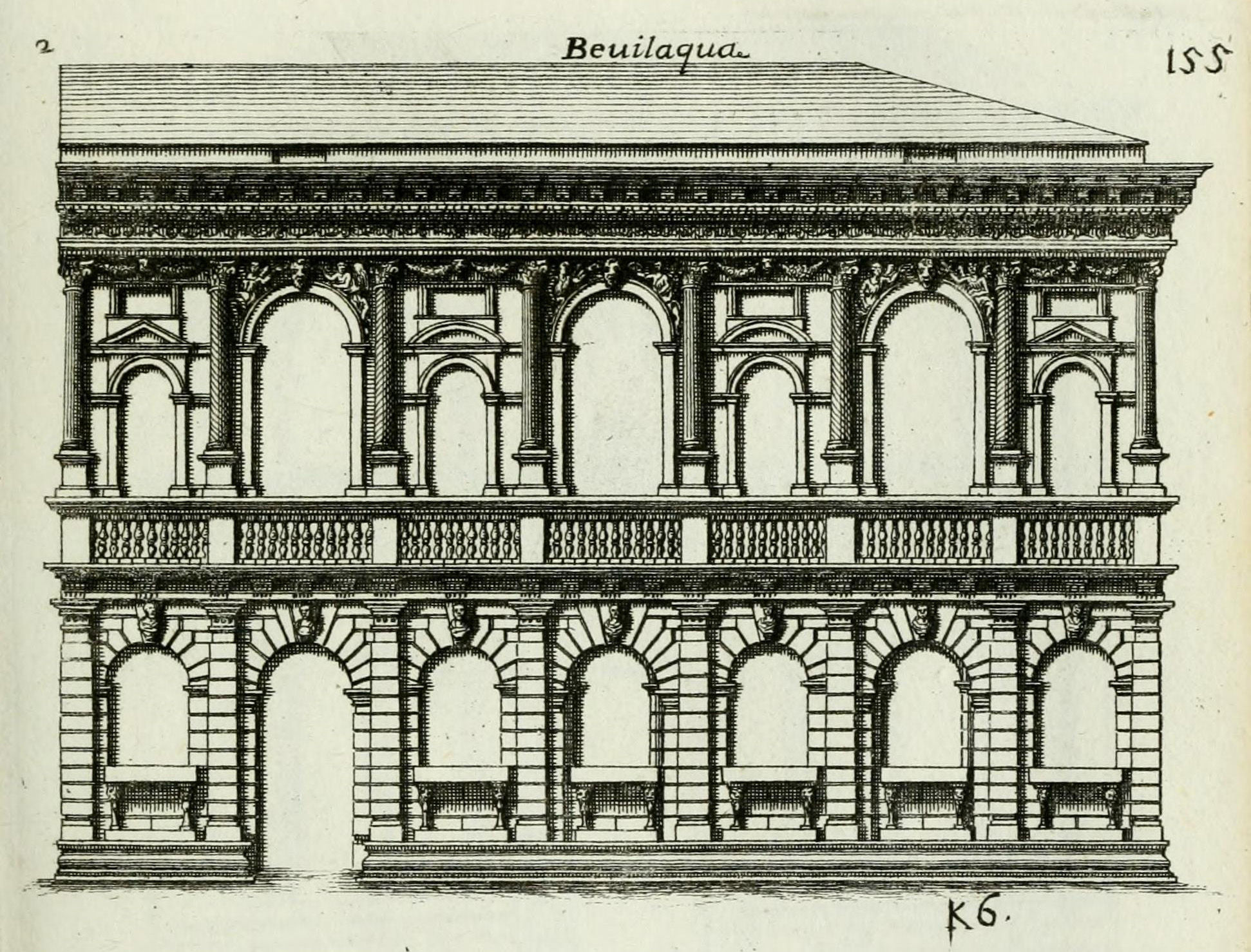
Acquaforte dell'alzato del palazzo, pubblicato nella Verona illustrata di Scipione Maffei nel 1732

La famiglia riuscì a commissionare l'opera al celebre architetto veronese Michele Sanmicheli, secondo Giorgio Vasari grazie alla mediazione dell'influente Ludovico di Canossa, vescovo di Bayeux, la cui nipote Giulia aveva sposato Gregorio Bevilacqua. L'architetto non aveva in mente un semplice rifacimento, come risulta l'edificio oggi, ma un progetto più ambizioso: lo si può dedurre dalla grande attenzione riservata al disegno del prospetto e alla magnificenza del risultato ottenuto rispetto alle poche stanze che si trovano all'interno, dalla posizione asimmetrica del portale d'ingresso e dalla brusca interruzione della balaustra e della trabeazione; anche, l'ala del palazzo verso gli orti e il braccio di scala addossato ad un corpo più recente, inducono a credere che si trattasse semplicemente di un primo lotto di lavori e che il Sanmicheli avesse previsto un edificio più grande e complesso, con due ali simmetriche e due rampe di scala a tenaglia. L'operazione edilizia sarebbe dovuta pertanto proseguire con l'acquisto delle case di proprietà della famiglia Lodron, in modo che il palazzo potesse estendersi fino alla piazzetta dei Santi Apostoli, con una facciata che si sarebbe quindi sviluppata con una lunghezza all'incirca doppia rispetto a quella effettivamente realizzata. In questo modo sarebbe stato possibile garantire una continuità tra l'edificio, la piazzetta e il sacello in cui riposavano i maggiori esponenti della famiglia. Alcuni materiali da costruzione erano perfino già stati procurati, come le chiavi d'arco con busti di Cesari per l'ordine inferiore, poi reimpiegate nel salone del piano terra, oltre ad alcune pietre per il basamento, mensole e capitelli.

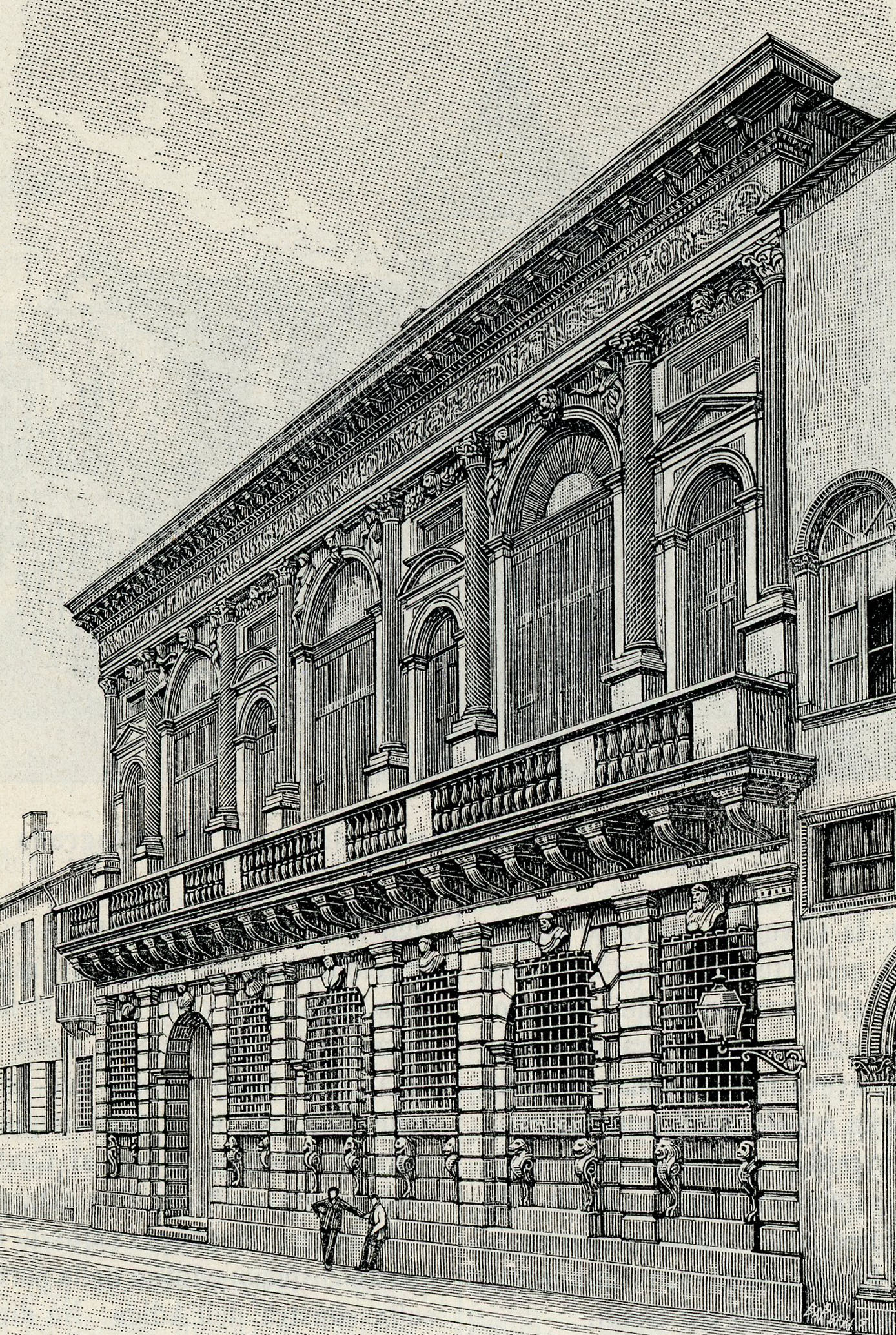
L'edificio in una xilografia del 1903 di Giuseppe Barberis

Non è stato possibile provare con certezza la durata del cantiere né le date di inizio o fine lavori, tuttavia la fabbrica è stata ascritta dalla maggior parte degli studiosi al terzo decennio del XVI secolo, mediante un'analisi di tipo stilistico ma anche correlandola alla già citata competizione con i Canossa e alla documentazione d'archivio dei Bevilacqua. Infatti, i documenti della famiglia datati 1508 o anteriori citano la loro abitazione come domus habitationis, ovvero "casa di abitazione", mentre a partire dal 1534 cominciò ad essere chiamata palatium habitationis, ovvero "palazzo di abitazione". Raramente una dimora veneta di questo periodo veniva indicata in questi termini; da ciò si può dedurre che, in quell'anno, i Bevilacqua possedevano una casa di grande valore e che quindi l'intervento poteva dirsi concluso o quasi.
Nel 1564 i Bevilacqua riuscirono ad acquisire la proprietà dei Londron per 3500 ducati e a ottenere i permessi necessari per proseguire i lavori dal Patrio Consiglio, tuttavia il cantiere non fu mai avviato. Tra i motivi probabili che spinsero Mario Bevilacqua (figlio di Gregorio) a non proseguire vi furono senz'altro i lavori già iniziati al castello di Bevilacqua, affidati tra l'altro allo stesso Sanmicheli, oltre che le alte spese dovute alla sua passione per il collezionismo. L'amore per l'arte, tra l'altro, lo portò a destinare la loggia superiore del palazzo, realizzata solo in parte, a ospitare la galleria delle sculture, accanto al "ridotto musicale", anche questo voluto da Mario Bevilacqua. Tra le cause che portarono ad una realizzazione solo parziale del progetto sanmicheliano sono probabilmente da ascrivere anche alcune vicende familiari, come la morte dei fratelli Antonio e Gregorio Bevilacqua e dei loro primogeniti Giovanni e Giulio.
La galleria antiquaria rimase quasi intatta fino al 1803, quando il conte Ernesto Bevilacqua offrì per 30074 lire venete al Comune di Verona la parte più cospicua della raccolta, un gruppo di trenta sculture. La galleria fu tra l'altro visitata anche dall'erudita veronese Scipione Maffei, che nel 1782 ne fece una descrizione dettagliata nella sua Verona illustrata, citando complessivamente quarantasei sculture appartenenti alla collezione e presenti nella galleria. Purtroppo il Consiglio Comunale respinse la proposta di acquisto, le opere furono quindi acquistate da un gruppo di privati cittadini, che le vendettero a loro volta principe Ludovico I di Baviera nel 1811. La maggior parte delle sculture sono pertanto custodite nella gliptoteca di Monaco di Baviera, una struttura museale voluta dallo stesso principe tedesco.

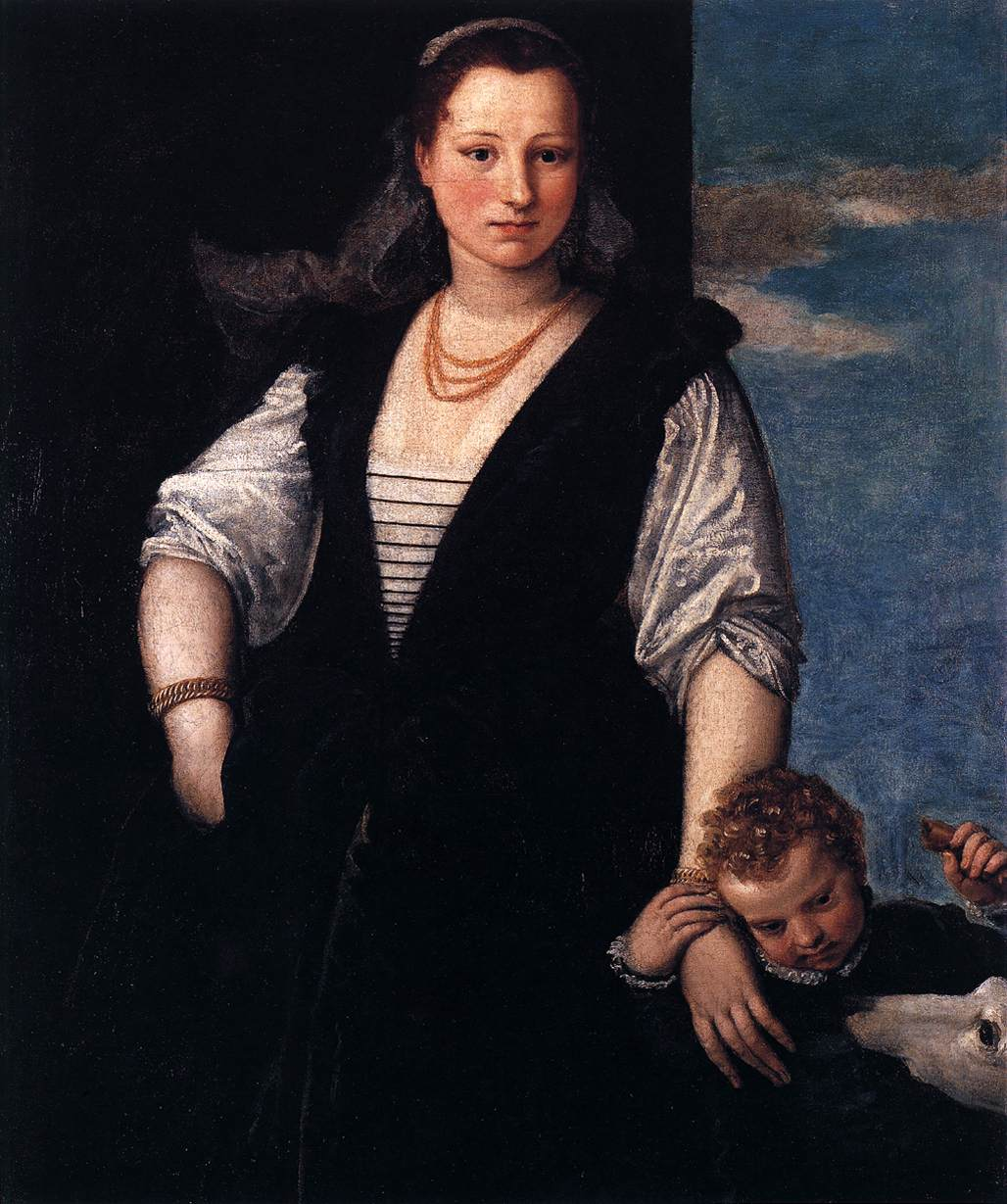
Il Ritratto di giovane donna con un bambino e un cane di Paolo Veronese, in origine a palazzo Bevilacqua e oggi al Louvre dopo le spoliazioni napoleoniche

La biblioteca del conte Mario Bevilacqua invece non è andata del tutto dispersa in quanto, per tramite del lascito del Maffei, oltre cinquanta codici sono andati alla Biblioteca Capitolare di Verona, tra cui tre codici rinascimentali miniati di Tito Livio. Oltre a sculture e libri rari, palazzo Bevilacqua ospitava anche una ricca collezione di dipinti, pinacoteca formatasi grazie alla consulenza del pittore Orlando Flacco, legato alla famiglia Bevilacqua fin dal tempo del conte Antonio. Tra i dipinti più celebri della collezione, diversi dei quali si trovano a Parigi a causa delle prime spoliazioni napoleoniche del maggio 1797, si ricordano: La Pietà della lacrima di Giovan Francesco Caroto, ora al museo di Castelvecchio; il San Guglielmo e San Francesco di Domenico Brusasorzi, ora all'Accademia Tadini; Il Paradiso del Tintoretto, ora al museo del Louvre; il Ritratto di giovane donna con un bambino e un cane di Paolo Veronese, ora al Louvre; il Ritratto di nobildonna del Veronese, unica opera tra quelle portate a Parigi che viene dichiarata come restituita nel 1815, tuttavia risulta scomparsa; la Sacra famiglia con sant'Orsola di Felice Brusasorzi, sempre al Louvre.
Gli spazi della galleria del palazzo furono successivamente utilizzati per diverse attività culturali e sociali, anche se poi finirono per ospitare la litografia di Angelo Guelmi e, ancora dopo, quella di Fioravante Penuti. Nel 1899 l'edificio fu lasciato in eredità al Comune di Verona dall'ultima duchessa della casata, Felicita Bevilacqua, affinché divenisse un «Istituto di decoro» attrezzato di sale conferenze, biblioteca e una galleria d'arte. Dopo una serie di lavori di adattamento fu così destinato, nel 1905, a sede del "Regio istituto tecnico Anton Maria Lorgna". La volontà testamentaria della duchessa di vedere collocata in facciata una targa in sua memoria non ebbe seguito, così come non fu accolta la proposta del podestà di Verona di cambiare l'intitolazione dell'istituto in "Bevilacqua La Masa", a memoria della duchessa e del marito, il generale Giuseppe La Masa.

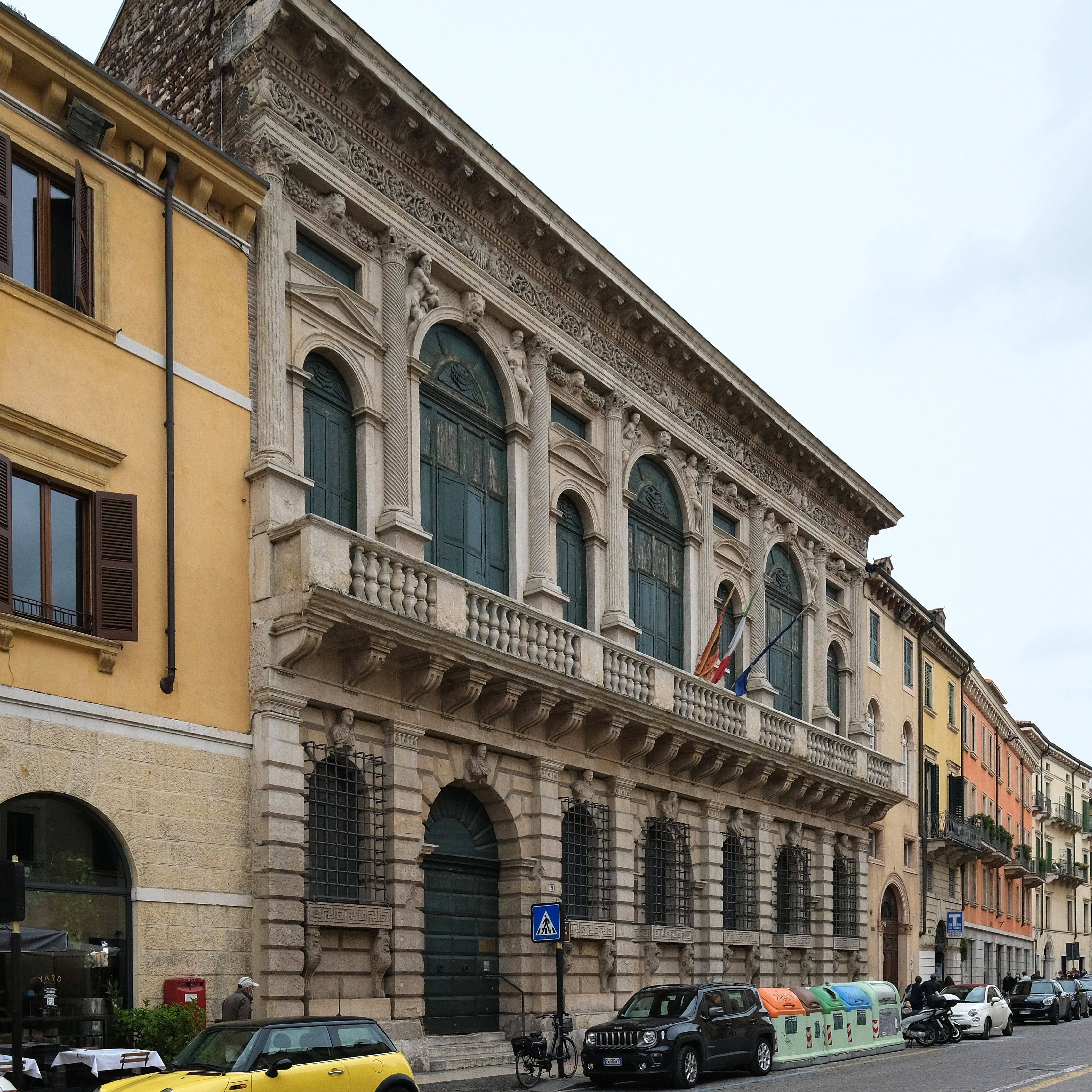
Il palazzo dopo un intervento di restauro conservativo della facciata

Il complesso che ospita l'istituto "Lorgna Pindemonte" è formato, oltre che da palazzo Bevilacqua, anche da diversi corpi di fabbrica risalenti al XVII e XVIII secolo, che furono però modificati nei primi decenni del XX secolo per realizzare nuove aule, collegamenti e servizi. Esso fu poi ampliato negli anni 1970 con l'edificazione di un nuovo corpo, ospitante palestre e parcheggi interrati.
Nel 1984 il palazzo fu sottoposto a un importante intervento di restauro conservativo, finalizzato principalmente alla pulitura, stuccatura e consolidamento del paramento lapideo di facciata e del cornicione decorato del sottogronda. Le superfici erano infatti soggette a fenomeni di corrosione causati dalle sostanze aggressive prodotte dal traffico veicolare. Nella stessa occasione furono riparati i serramenti in legno, le inferriate delle finestre e sistemato lo scalone monumentale d'accesso al loggiato. Nel 2005 fu infine realizzato un ulteriore intervento di restauro della facciata, simile a quello precedente, in quanto le superfici lapidee recavano analoghi fenomeni di degrado.

## Descrizione
Nonostante sia stata realizzata solo parzialmente, la monumentale facciata svolge una fondamentale funzione urbanistica in quanto, insieme a palazzo Canossa, accentua la direttrice Castelvecchio-porta Borsari, un tempo tratto extra-muros dell'antica via Postumia. Il palazzo si ispira a diversi modelli, tra cui gli schemi di Bramante e Raffaello, ma è evidente soprattutto il gusto manierista ripreso dallo stile del contemporaneo Giulio Romano. Il disegno della facciata ritrova diversi riferimenti in edifici italiani del tempo, quali: palazzo Farnese di Antonio da Sangallo; la Santa Casa di Loreto di Bramante e Sansovino; palazzo Fusconi Pighini di Peruzzi; palazzo Vendramin Calergi a Venezia. Tra l'altro diverse affinità si trovano proprio con i palazzi realizzati a Venezia dallo stesso Sanmicheli, palazzo Corner Mocenigo e palazzo Grimani. Tuttavia la fonte di ispirazione più evidente fu l'architettura classica romana, che Sanmicheli poteva osservare in alcuni monumenti veronesi: l'arco dei Gavi, l'arco di Giove Ammone e porta Borsari, quest'ultima situata a breve distanza da palazzo Bevilacqua e con evidenti analogie.

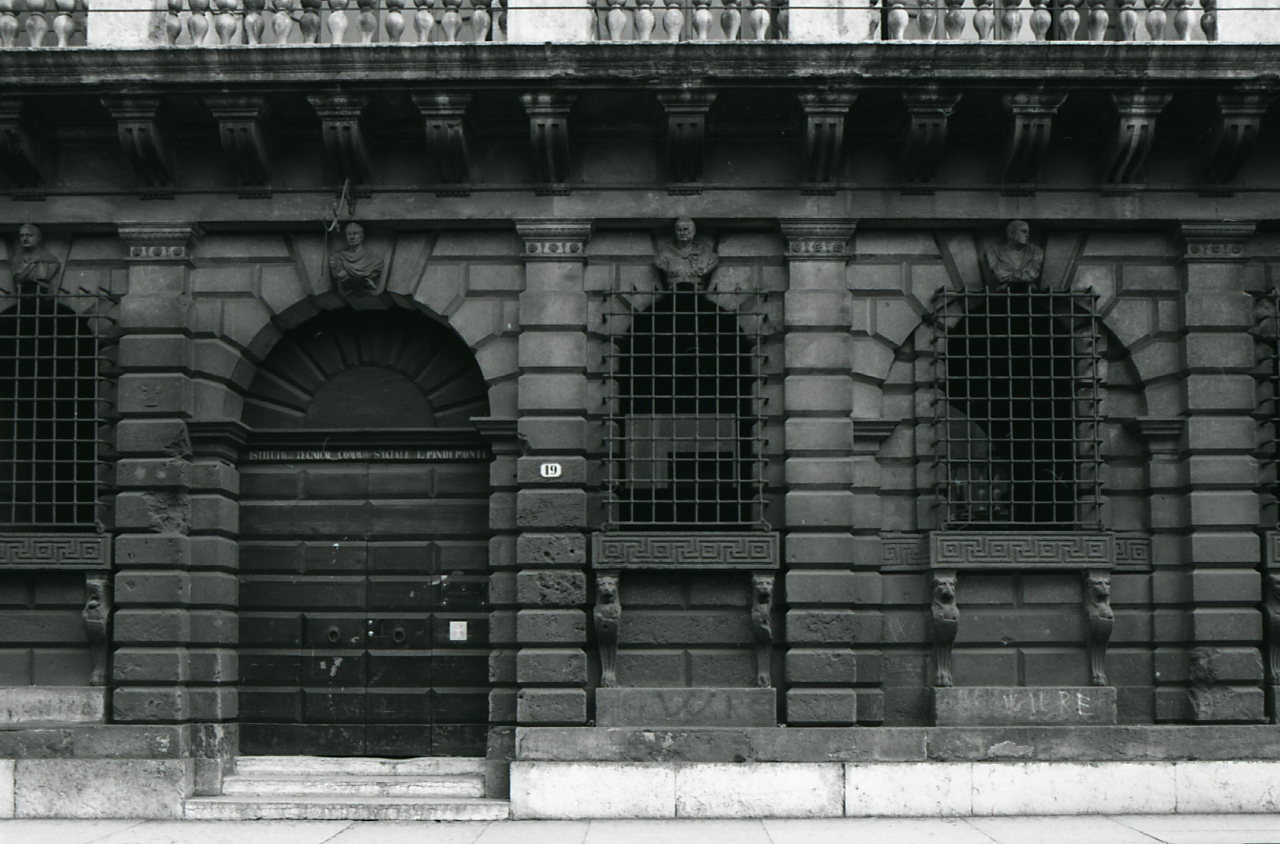
Dettaglio del piano terra in una fotografia del 1972 di Paolo Monti, in cui risaltano le finestre inginocchiate e i busti degli imperatori romani

La facciata del palazzo si contraddistingue per la sua suddivisione in due ordini con campate di lunghezza alternata, di cui l'ordine inferiore più massiccio e quello superiore maggiormente slanciato ed elegante. Questo secondo livello era stato originariamente pensato senza le impattanti chiusure lignee, piuttosto doveva essere aperto come un grande loggiato. Anche la balconata continua che corre lungo la facciata attesta che dietro le arcate del piano nobile doveva svilupparsi un'unica galleria, a collegamento di due stanze angolari. Questo vano era il primo ambiente che si incontrava salendo tramite una scala monumentale a due rampe dal cortile e fungeva quindi da anticamera del palazzo, soluzione distributiva che si accordava perfettamente con lo status politico-sociale della famiglia Bevilacqua.
Il piano terreno, caratterizzato dal bugnato, è ritmato da paraste che incorniciano le finestre inginocchiate, con quattro campate più strette che si alternano a tre campate ad arco più larghe, di cui una corrispondente all'ingresso; allo stesso modo al piano nobile si alternano quattro aperture ad arco più strette con tre aperture ad arco dalla luce maggiore. I davanzali delle finestre ad arco del piano terra sono sorretti da grifoni reggenti lo stemma della famiglia e sono ornati con una greca, mentre le chiavi di volta delle arcate sono decorate con i busti di imperatori romani, un riferimento alle nobili origini e alla grandezza della famiglia.

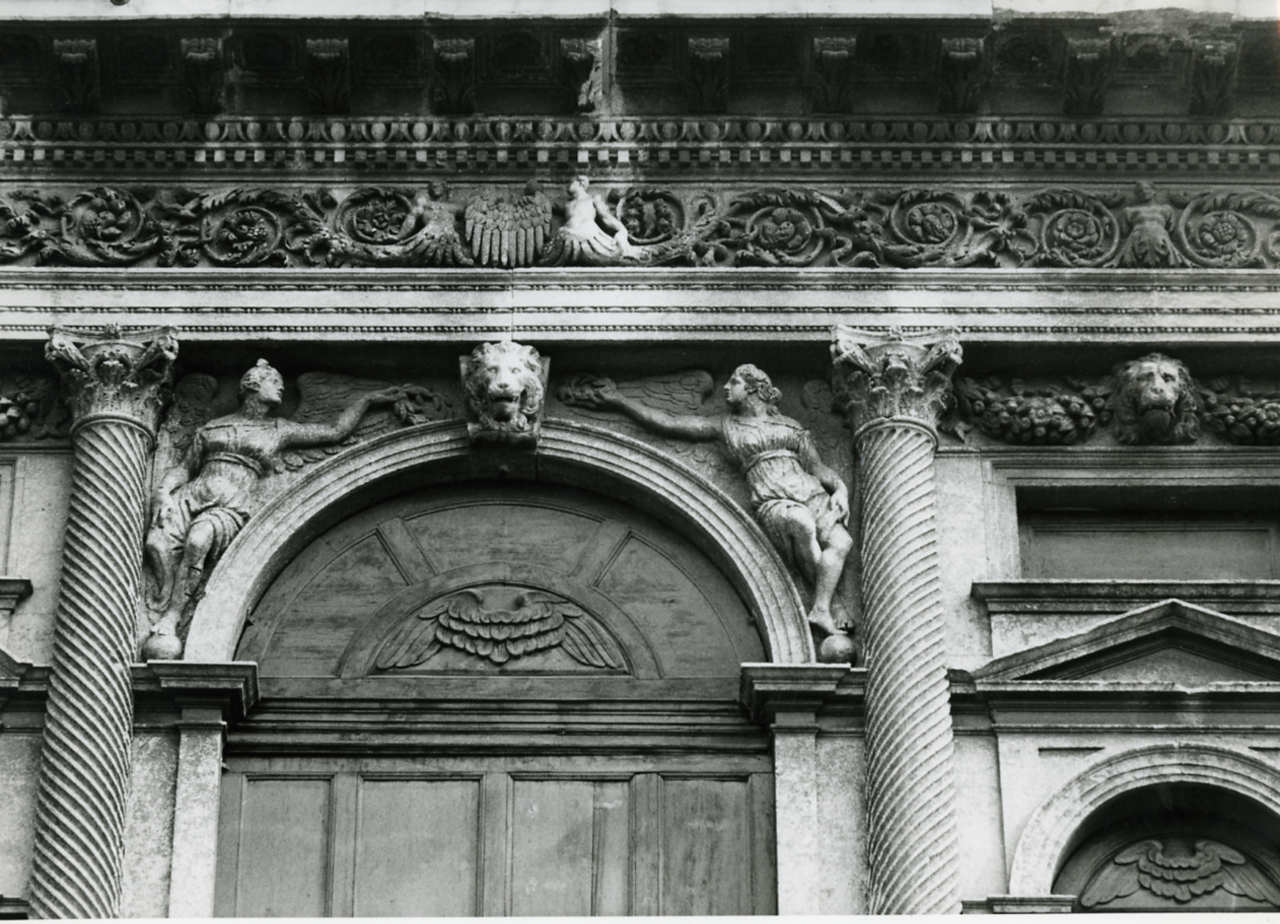
Dettaglio delle ricche decorazioni che caratterizzano il piano nobile, in una fotografia del 1972 di Paolo Monti

La lunga balconata sostenuta da mensole-triglifi, come detto, corre per tutta la lunghezza della facciata, che al piano nobile è scandita da tre grandi finestroni ad arco alternati da quattro aperture minori divisi tra di loro da semicolonne, poste su alti piedistalli e caratterizzate da scanalature verticali o a spirale e capitelli corinzi. La facciata termina con un massiccio cornicione riccamente decorato. L'emblema familiare, l'ala d'aquila, è esibita proprio nel fregio, tra tritoni e girali d'acanto che simboleggiano l'eterno trionfo. Tra le altre figure allegoriche si trovano le teste di leone sulle chiavi di volta degli archi superiori, che proclamano la fedeltà della famiglia al governo veneziano, e le divinità fluviali che alludono al nome familiare, che decorano i pennacchi dell'arco del piano nobile posto in corrispondenza con quello d'ingresso.
La facciata è completamente rivestita in pietra finemente lavorata: la struttura in mattoni pieni è infatti rivestita per tutta l'altezza da un paramento lapideo in tufo di Quinzano o in pietra di Avesa, così come sono negli stessi materiali la balconata e tutte le partizioni decorative; l'unica eccezione è lo zoccolo basamentale, in pietra di Prun.